# Time Camera
「Time Camera」（タイム カメラ）は、FANTASTICS from EXILE TRIBEの4枚目のシングルである。2019年12月4日にrhythm zoneから発売された。

## 概要
- 前作「Dear Destiny」から約3か月ぶり、2019年第三弾シングル。「CD+DVD」と「CD」の2形態での発売。

## 収録曲

### CD
1. Time Camera
作詞：小竹正人、作曲：FASR LANE, ERIK LIDBOM
  - 「テレ東 冬のあったかパーク in TOKYO SKYTREE TOWN(R)」イベントテーマソング[3]
2. Tumbling Dice
作詞：ZERO(YVES&ADAMS)、作曲：T.Kura, JAY'ED
3. Tarte Tatin
作詞：小竹正人、作曲：Henrik Nordenback, MoonChild, SHOKICHI
4. Time Camera -Instrumental-
5. Tumbling Dice -Instrumental-
6. Tarte Tatin -Instrumental-

### DVD
※CD+DVDのみ
1. Time Camera (MUSIC VIDEO)